# Transnistriens flagga
Transnistriens flagga är utbrytarstaten Transnistriens flagga. Flaggan är identisk med flaggan använd av sovjetrepubliken Moldaviska SSR. Flaggan har proportionerna 1:2 med tre horisontala band röd, grön och röd i ett 3:2:3 förhållande. Den ena sidan av flaggan har symbolen hammare och skära i kantonen men den finns även utan hammare och skära. Flaggan blev officell den 20 juli 2000..
Rysslands flagga har kan också användas officiellt.

## Ytterligare flaggor

Presidentflagga
Flygvapnets märke (roundel).